# Jean Bogaerts
Jan „Jean“ Bogaerts (* 19. Januar 1925 in Koningslo; † 28. Januar 2017 in Schaarbeek) war ein belgischer Radrennfahrer. 
Bogaerts wurde 1945 Berufsradsportler und gewann in seinem ersten Profijahr die Premiere des Eintagesrennens Omloop Het Volk. Diesen Sieg wiederholte er sechs Jahre später. Seinen größten Erfolg bei einem Etappenrennen gelang ihm 1951 mit dem Gesamtsieg der Niederlande-Rundfahrt.

## Erfolge
1945
- Omloop Het Volk
- Belgische Straßenmeisterschaft

1950
- Ronde van Limburg
- eine Etappe Belgien-Rundfahrt

1951
- Omloop Het Volk
- Gesamtwertung Niederlande-Rundfahrt

1954
- Nationale Sluitingsprijs

## Zitat
„Ich tat 20 Eidotter in meine Wasserflasche, fügte braunen Zucker hinzu und einen Schuss Cognac. Dann flog ich.“